# سال مكاروني
سال مكاروني (بالإنجليزية: Sal Maccarone)‏ هو نحات أمريكي، ولد في 11 أغسطس 1949 في لورانس في الولايات المتحدة.